# Богданович, Юрий Николаевич
Ю́рий Никола́евич Богдано́вич (1 [13] апреля 1849, с. Никольское, Псковская губерния — 18 [30] июля 1888, Шлиссельбург, Санкт-Петербургская губерния) — русский революционер, народоволец. Подпольный партийный псевдоним «Кобозев». Организатор Красного Креста «Народной Воли».

## Биография
Юрий Николаевич Богдано́вич происходит из дворянского рода.
С 1869 года служил уездным землемером в Великолуцком уезде Псковской губернии.
В 1871 году — поступил в Петербургскую медико-хирургическую академию. В 1873 году, не окончив курса, ушёл «в народ» — начал совместно с Верой Фигнер вести пропаганду среди крестьян Вольского уезда Саратовской губернии.
С 1876 года входил в группу «сепаратистов», примыкавших к организации «Земля и воля». 6 декабря 1876 года участвовал в Казанской демонстрации в Петербурге.
В 1879 году при расколе организации «Земля и Воля» на партии «Чёрный передел» и «Народная Воля» присоединился к «Народной Воле». В 1880 году стал членом Исполнительного комитета «Народной воли» и активным участником организации покушения 1 марта 1881 года на Александра II.
Под именем Кобозева открыл в Петербурге на Малой Садовой улице сырную лавку, из которой вёлся подкоп к середине улицы для закладки мины. За день до покушения, 28 февраля, в лавке был произведён обыск, однако Богдановичу удалось скрыть подготовку подкопа. Подкоп на Малой Садовой не был использован для покушения. После 1 марта Богдановичу удалось скрыться. Активно участвовал в восстановлении работы организации, для подготовки побегов и освобождения заключённых активно работал в «Красном кресте „Народной Воли“».
В 1881 году поехал в Сибирь для подготовки коридора Красноярск — Казань по переправке бежавших революционеров. Долго скрывался у Надежды Головиной на станции Бисер.
15 мая 1882 года арестован в Москве.
28 марта — 3 апреля 1883 года на «Процессе семнадцати» в Особом Присутствии Сената приговорён к смертной казни. Обвинения: участие в организации «Народная Воля», подготовка террористических актов, организация динамитной мастерской и др. 28 мая смертная казнь была заменена бессрочной каторгой.
Умер в Шлиссельбургской крепости от туберкулёза.

## Память
В городе Торопец Тверской области Широко-Западная улица была переименована в улицу Богдановича.

## Адреса в Санкт-Петербурге
январь — 03.03.1881: полуподвал «Лавка Кобозевых» — Малая Садовая улица, 8.